# Mi loco corazón
Mi loco corazón (título original en inglés My Foolish Heart) es una película melodramática estadounidense de 1949 dirigida por Mark Robson y protagonizada por Dana Andrews y Susan Hayward en los papeles principales. Relata la historia de las reflexiones de una mujer sobre los malos giros que ha tomado su vida.
Se trata de una adaptación de la novela corta de J. D. Salinger de 1948 Uncle Wiggily in Connecticut, esta sigue siendo hasta el día de hoy la única adaptación cinematográfica autorizada del trabajo de Salinger; la poca fidelidad de los cineastas a su historia fue lo que ocasionó que Salinger no autorizara ninguna otra adaptación cinematográfica de sus obras, incluido su novela más conocida El guardián entre el centeno. La película inspiró la historia danesa Mit dumme hjerte de Victor Skaarup.

## Sinopsis
Al ver uno de sus viejos vestidos, una joven pero infeliz mujer, que está a punto de divorciarse, recuerda su primer amor. Luego se cuenta la historia a través de una serie de flashback.
En 1939, en la ciudad de Nueva York, la estudiante Eloise Winters (Susan Hayward) conoce a Walt Dreiser (Dana Andrews) en una fiesta estudiantil. Unos días después, Walt le pide que salga con él. Para él, es solo una oportunidad para pasar un buen rato. Cuando Eloise se da cuenta, le hace entender que está buscando una relación permanente. Walt continúa persiguiéndola y, finalmente, ambos terminan enamorándose. 
Estalla la Segunda Guerra Mundial y Walt se une al Ejército de los Estados Unidos. Antes de viajar al extranjero, le pide a Eloise que pase una noche con él. Al principio vacila pero finalmente acepta la propuesta. Al darse cuenta de que está embarazada, decide ocultarle su condición a Walt porque quiere que se case con ella solo por amor y no para legitimar al niño.

## Reparto
- Dana Andrews como Walt Dreiser
- Susan Hayward como Eloise Winters
- Kent Smith como Lewis H. Wengler
- Lois Wheeler como Mary Jane
- Jessie Royce Landis como Martha Winters
- Robert Keith como Henry Winters
- Gigi Perreau como Ramona
- Karin Booth como Miriam Ball
- Todd Karns como el guardaespaldas de Miriam
- Phillip Pine como el sargento Lucey
- Martha Mears como cantante en un club nocturno
- Edna Holland como Dean Whiting
- Jerry Paris como Usher
- Marietta Canty como Grace
- Barbara Woodell como recepcionista de la cruz roja
- Regina Wallace como Mme Crandall
- Neville Brand como espectador en un partido de fútbol (sin acreditar)
- Edward Peil Sr. como Conductor (sin acreditar)

## Recepción
Después de sentirse decepcionado, según el biógrafo Ian Hamilton, cuando «los rumores de Hollywood» sobre su novela corta de 1943 The Varioni Brothers se quedaron en nada, J.D. Salinger no dudó cuando el productor independiente Samuel Goldwyn se ofreció a comprar los derechos cinematográficos de Uncle Wiggily in Connecticut. Su agente, Dorothy Olding, explicó más tarde esta pérdida de control inusual con la simple declaración de que «pensamos que harían una buena película».
De hecho, «una buena película» parece haber sido implícita por los antecedentes de los involucrados en la producción, que incluían a la actriz ganadora del Óscar Teresa Wright y los guionistas de Casablanca Julius J. Epstein y Philip G. Epstein. (Algunos años antes, Salinger había hecho referencia a Casablanca en su cuento de 1944 Both Parties Concerned; uno de sus personajes, al enterarse de que su esposa lo había dejado, recrea la escena «Tócala otra vez, Sam» de la película con un imaginario pianista). Sin embargo, la película final, rebautizada como My Foolish Heart y con Susan Hayward reemplazando a Wright en el último minuto.
The New Yorker escribió que la película estaba «lleno de clichés de telenovelas» y, aunque tiene «algunos fragmentos bien escritos de diálogo irónicamente divertido», la revista Time la calificó como una «fábula húmeda... el guion enciende todos los grifos emocionales de un serial de Woman's Home Companion con una trama descabellada». el biografo de Goldwyn A. Scott Berg incluso llamó a la película una «bastardización». Debido a lo que el agente de Salinger llamó más tarde «una película terrible hecha en la década de 1950 (sic)» de una de sus historias, el autor nunca más cedió el control de su trabajo a los cineastas de Hollywood a pesar del persistente interés en una adaptación cinematográfica de su más conocida obra, The Catcher in the Rye.
A pesar de las duras críticas, la película fue nominada a los Premios de la Academia en la categoría de Mejor Actriz en un papel protagonista (Susan Hayward) y a la mejor canción original (música de Victor Young y letra de Ned Washington por la canción principal, interpretada por Martha Mears). La posición de la película no ha mejorado con el tiempo: así en 1996, Christopher Durang la llamó «una historia de amor empapada». El crítico de cine Andrew Sarris defendió la película, aunque admitió que, como era la película favorita de su hermano fallecido, gran parte del atractivo de la película para él era nostálgico.